# Andres Oper
Andres Oper (Tallin, Estonia, 7 de noviembre de 1977) es un exfutbolista estonio que jugaba de mediapunta. Es el jugador que más goles ha marcado con la selección estonia.

## Clubes
| Club             | País         | Año       |
| ---------------- | ------------ | --------- |
| FC Flora Tallinn | Estonia      | 1994-1996 |
| Pärnu Tervis     | Estonia      | 1996      |
| FC Flora Tallinn | Estonia      | 1996-1999 |
| Aalborg BK       | Dinamarca    | 1999-2003 |
| Torpedo de Moscú | Rusia        | 2003-2005 |
| Roda JC          | Países Bajos | 2005-2009 |
| Shanghái Shenhua | China        | 2009-2011 |
| AEK Larnaca      | Chipre       | 2011-2012 |
| Nea Salamis      | Chipre       | 2012-2013 |

## Palmarés

### Campeonatos nacionales
| Título | Club             | País    | Año  |
| ------ | ---------------- | ------- | ---- |
| Liga   | FC Flora Tallinn | Estonia | 1995 |
| Copa   | FC Flora Tallinn | Estonia | 1995 |
| Liga   | FC Flora Tallinn | Estonia | 1998 |
| Copa   | FC Flora Tallinn | Estonia | 1998 |

### Distinciones individuales
| Distinción                 | Año  |
| -------------------------- | ---- |
| Futbolista Estonio del año | 1995 |
| Futbolista Estonio del año | 2002 |
| Futbolista Estonio del año | 2005 |